# هوارد مكنير
هوارد مكنير (بالإنجليزية: Howard McNear)‏ هو ممثل أمريكي، ولد في 27 يناير 1905 بلوس أنجلوس في الولايات المتحدة، وتوفي في 3 يناير 1969 بسان فيرناندو في الولايات المتحدة بسبب ذات الرئة وسكتة.

## وصلات خارجية
- هوارد مكنير على موقع IMDb (الإنجليزية)
- هوارد مكنير على موقع ميوزك برينز (الإنجليزية)
- هوارد مكنير على موقع أول موفي (الإنجليزية)
- هوارد مكنير على موقع إن إن دي بي (الإنجليزية)
- هوارد مكنير على موقع قاعدة بيانات الفيلم (الإنجليزية)